# Fuerte de Almeyda
El fuerte de Almeyda es una fortaleza del siglo XIX, de la ciudad de Santa Cruz de Tenerife (Canarias, España). Actualmente es sede del Museo Histórico Militar de Canarias.

## Historia

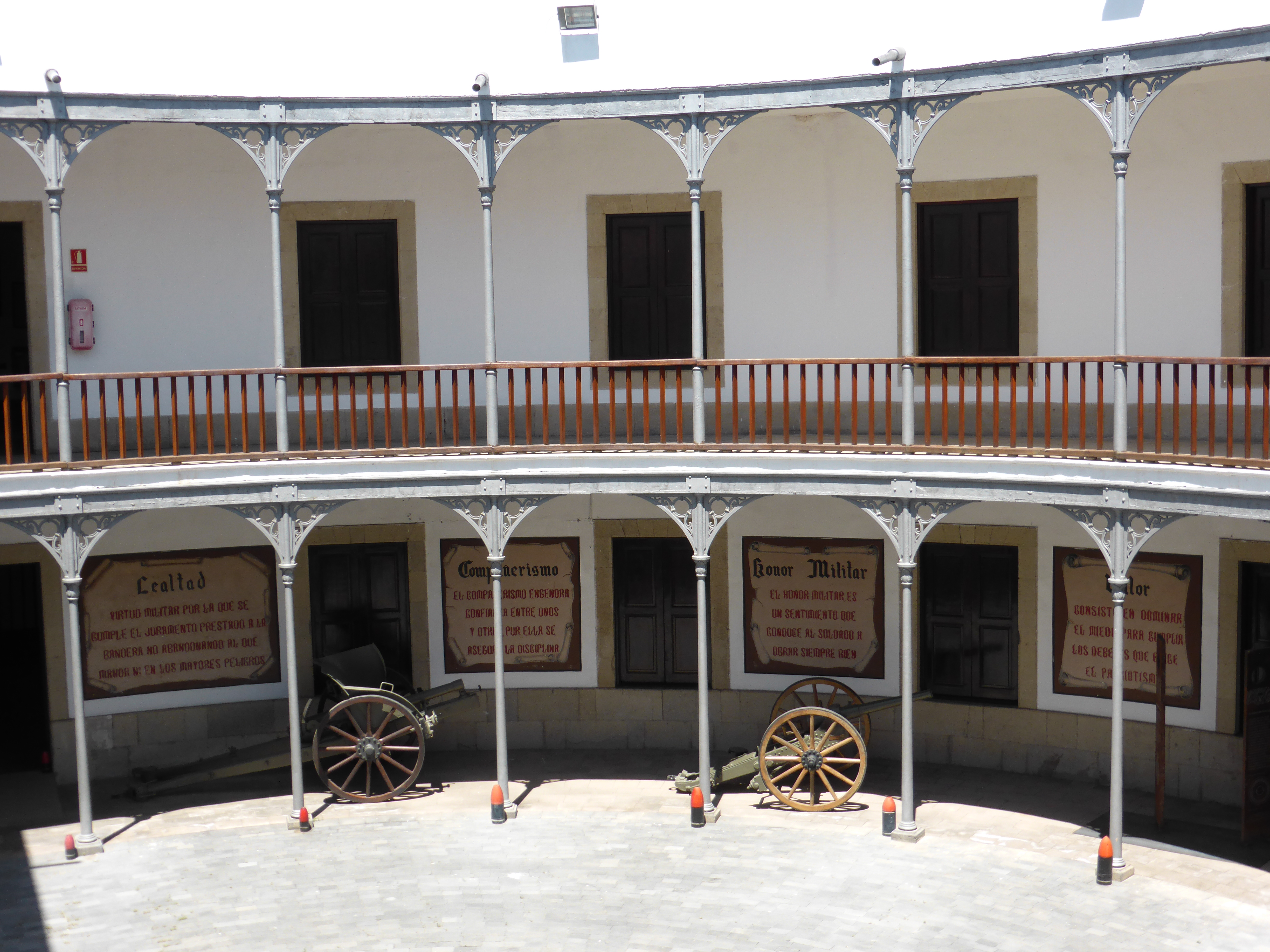
Patio interior del Fuerte de Almeyda.

En 1854, se decidió la construcción del Fuerte de Almeyda, y el 21 de abril el coronel de ingenieros Clavijo y Plo presenta su proyecto, aprobado el 22 de septiembre de ese año, iniciándose la obra el 6 de noviembre. En 1884 se da por finalizada la obra, aunque por entonces ya no tenía mucho valor militar, debido a las mejoras en las técnicas artilleras y el crecimiento de la población.

## Biblioteca Histórico Militar de Canarias
La Biblioteca Histórico Militar de Canarias cuenta con más de 35 700 fondos, de los cuales alrededor de 28 700 son monográficos y más de 7000 son publicaciones periódicas.
Tiene un Fondo Antiguo que lo componen más de 3000 volúmenes anteriores a 1901, referentes en su mayoría a historia, fortificación, legislación y otros de carácter científico. También dispone de una colección de Diarios Oficiales (de la Guerra, del Ejército y en la actualidad de Defensa) desde 1887, de Boletines Oficiales del Estado desde 1937, una Colección Legislativa desde 1846, que son muy útiles para estudiosos, investigadores e historiadores.
Las publicaciones periódicas son del tipo: memoriales, boletines de instituciones, anuarios, revistas, colecciones de legislación militar, armamento, escalillas, uniformidad, ordenanzas, instrucciones, manuales, etc.

## Descripción delsigloXIX
Situado junto al barrio del Toscal, entre los castillos de San Miguel y San Pedro, sobre una eminencia conocida como Cuesta de los melones, que se levanta en la playa de San Antonio. Al poniente tiene un fortín que domina con sus fuegos un pequeño valle que forman las montañas que se levantan en sus inmediaciones. Pertenece al sistema Vauban, siendo su planta semicircular cerrada por el diámetro con la fachada principal, con dos plantas. Al este existe un frente acasamantado de una sola planta y en cuya explanada superior se construyó una batería; al norte otro frente aspillerado y tres casamatas de dos plantas; en el oeste tres casamatas de una sola planta y en la gola el cuartel defensivo.

## Galería

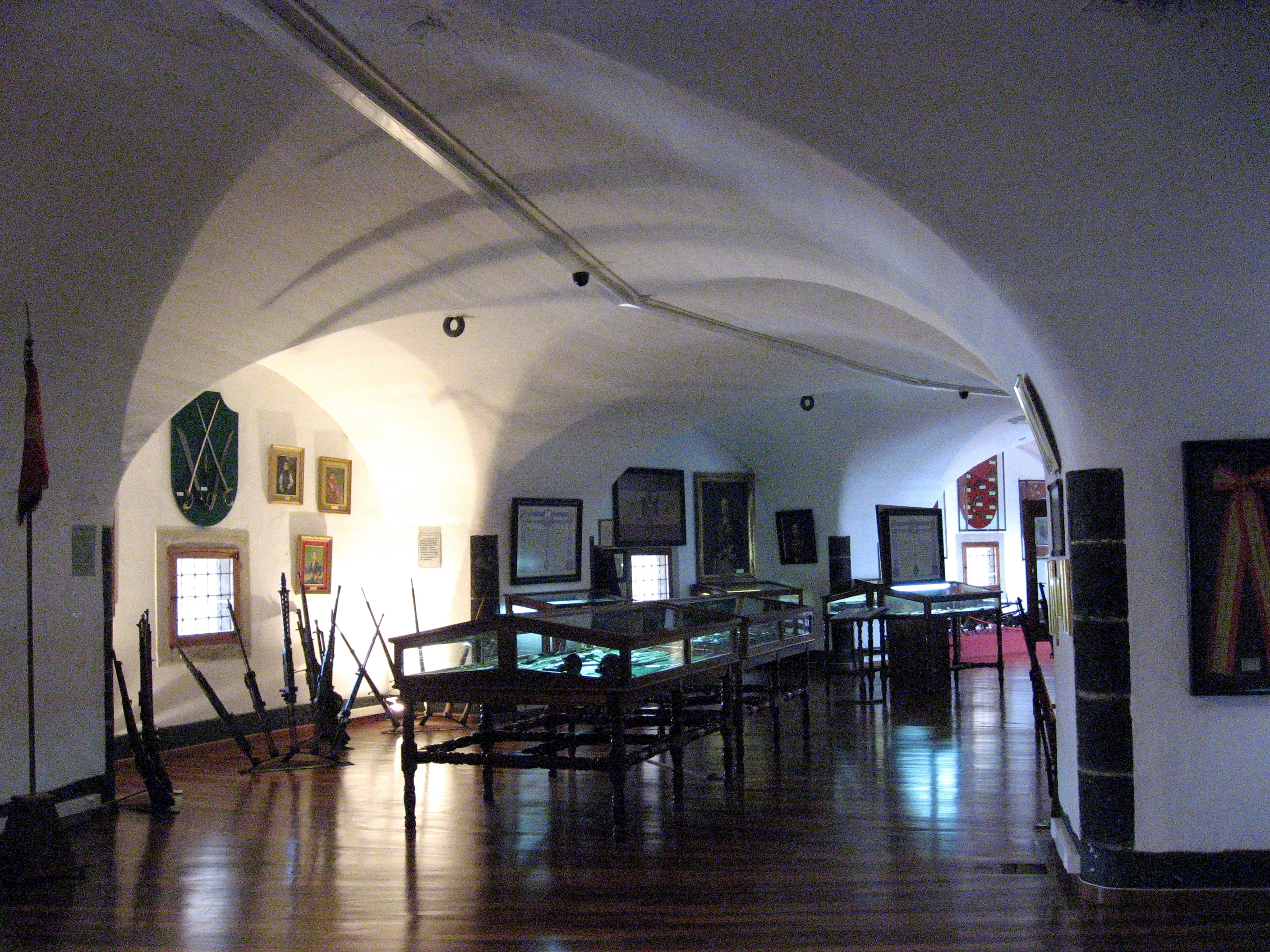
Interior del Museo Militar
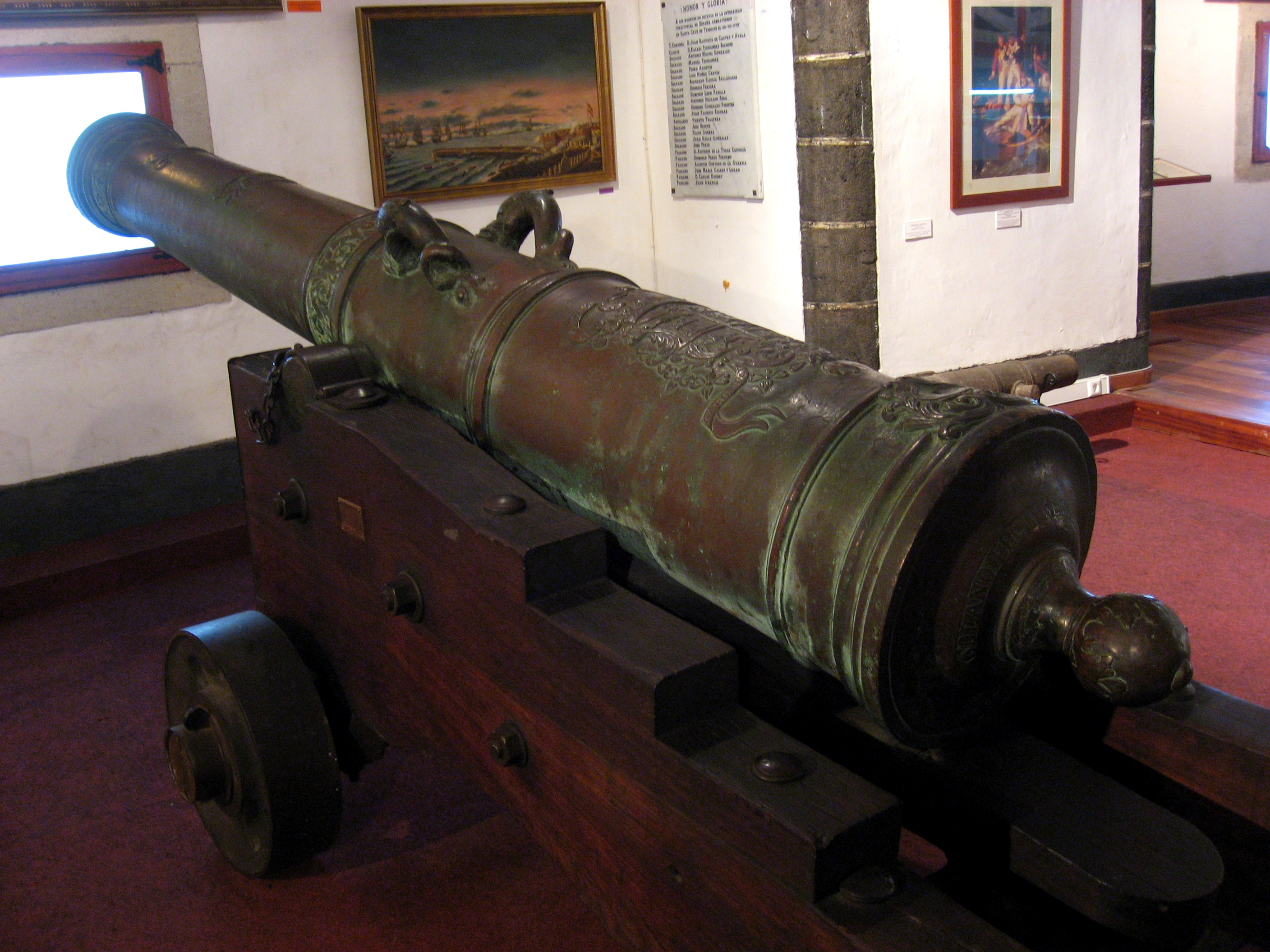
Cañón Tigre, cuando estaba en este museo
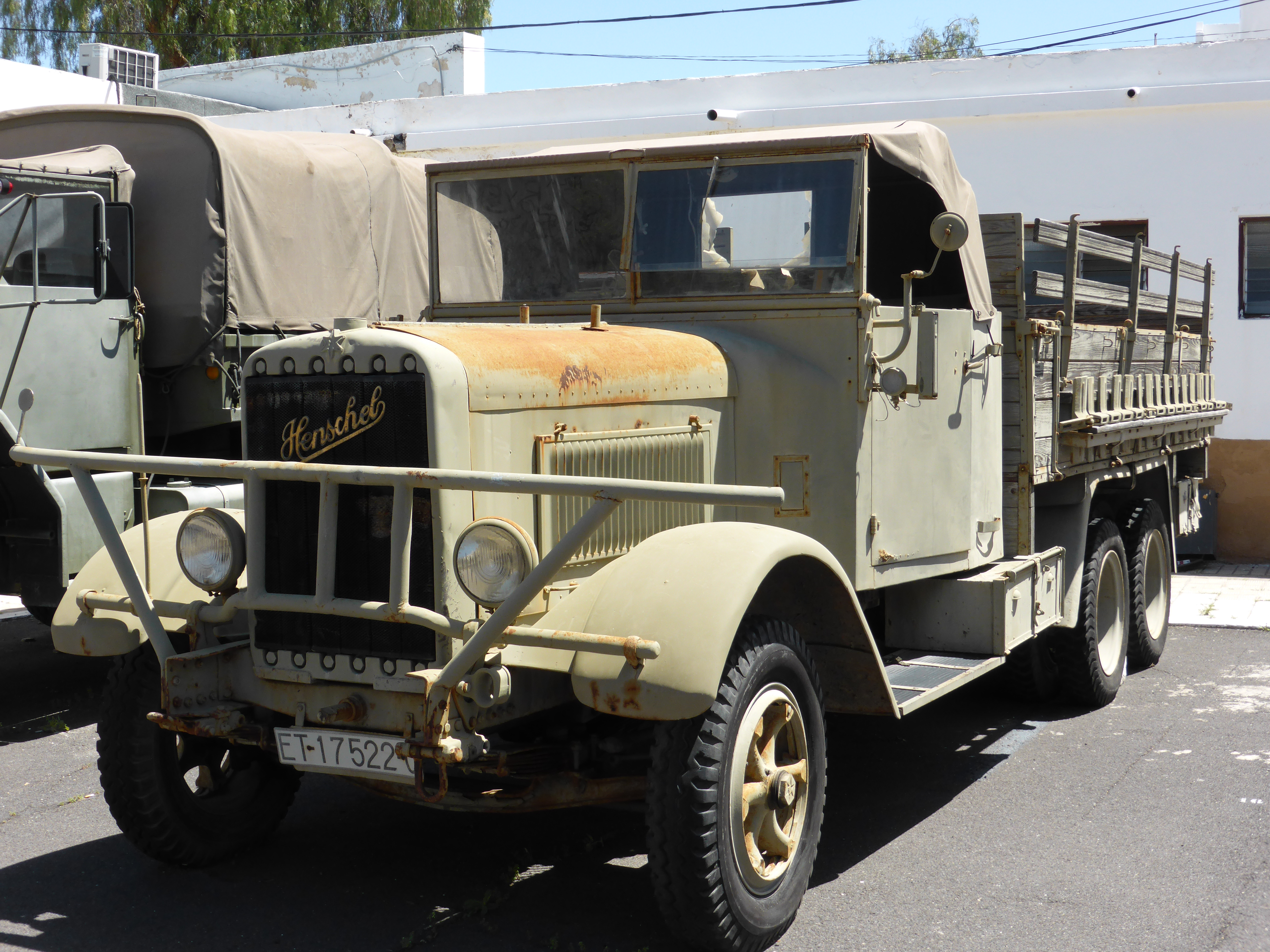
Camión Henschel HS 33 D1, fabricado en 1936 o 1937